# Podzol

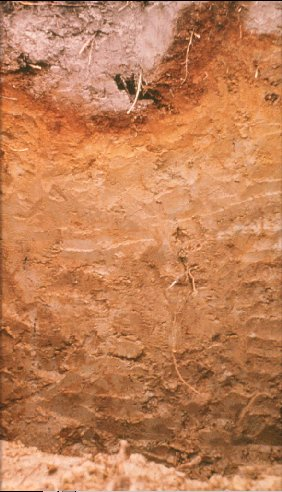
Exemplo de espodossolo.

Espodossolo (do russo, podzol, "sob cinzas"), é um tipo de solo típico de Taiga (Floresta Conífera ou Floresta Boreal). Esse tipo de solo é encontrado em regiões frias e úmidas, como na Rússia e  no Canadá (Ontário).
Espodossolos são capazes de ocorrer em praticamente qualquer material de origem, mas geralmente derivam tanto areias e arenitos ricos em quartzo ou detritos sedimentar de rochas magmáticas, desde que haja precipitação elevada.
São ricos em ferro e lima (de onde vem seu nome: pod: embaixo, zola: cinza). É formado sob umidade, condições frias e ácidas, especialmente em áreas ricas em quartzo. O perfil do solo é designado pelos Horizontes(de cima para baixo, respectivamente): O (matéria orgânica), A (arável, rico em matéria orgânica), B (Elementos inorgânicos, predominantemente), C (Transição entre solo e crosta) até que chega na Rocha (ou Crosta).
É um solo fértil, e por causa disso é muito devastado e utilizado para pastagens.
É um dos 32 grupos de solo reconhecidos pela Base de Referência Mundial para Recursos de Solos (WRB).
Espodossolos são raros como paleossolos. Embora eles tenham existido desde períodos longínquos como o Carbonífero, há poucos exemplos sobreviventes de antes do primeiro Pleistoceno glaciação, e alguns deles podem não ser verdadeiros Espodossolos.